# Temporada da NBA de 1965–66

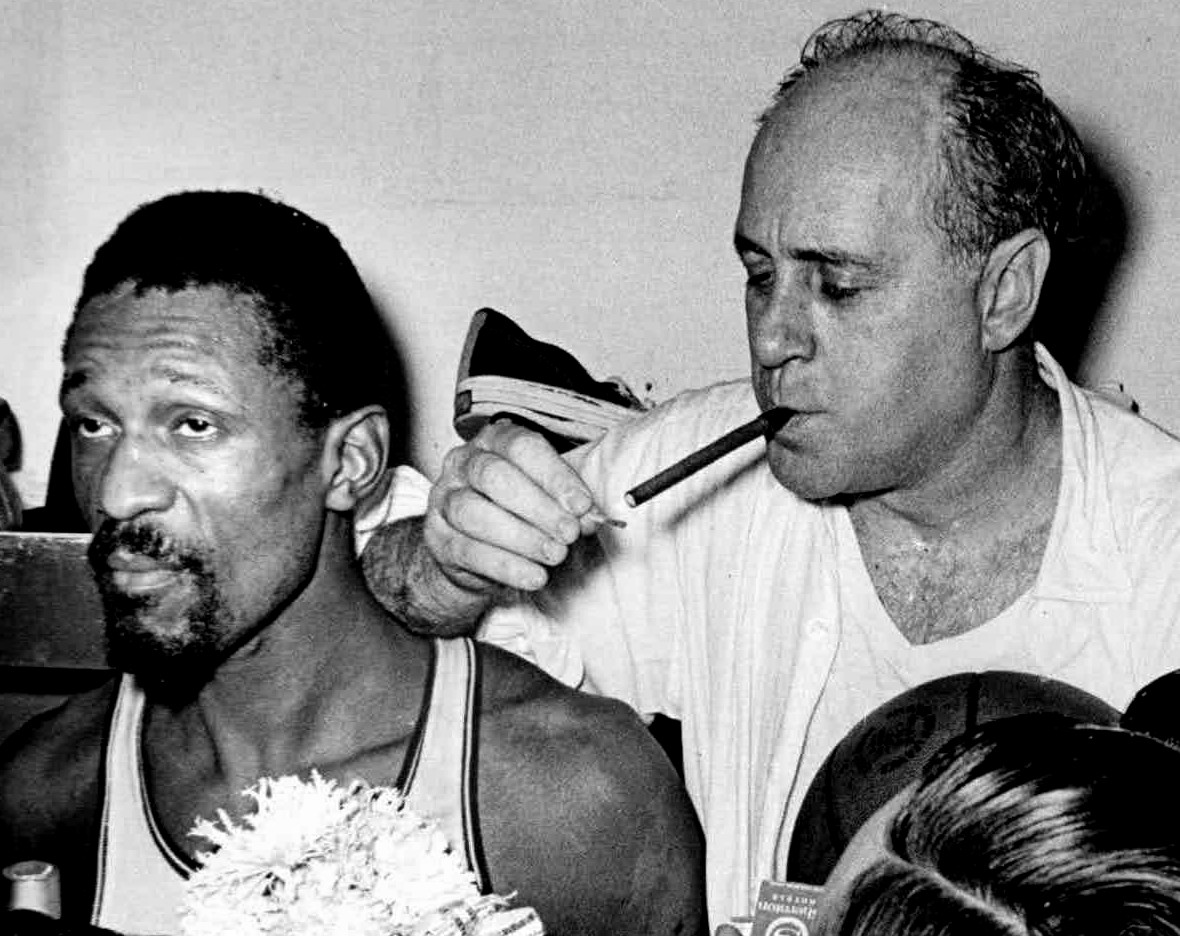
Boston Celtics, o pivô Bill Russell ao lado do técnico Red Auerbach após vencer as Finais da NBA de 1966

A temporada da NBA de 1965-66 foi a 20ª temporada da National Basketball Association (NBA). Ela foi encerrada com o Boston Celtics conquistando seu oitavo campeonato seguido, após derrotar o Los Angeles Lakers por 4-3 nas finais da NBA.

## Temporada regular

### Divisão Leste
| Time               | V  | D  | %    | JA |
| ------------------ | -- | -- | ---- | -- |
| Philadelphia 76ers | 55 | 25 | .688 | -  |
| Boston Celtics C   | 54 | 26 | .675 | 1  |
| Cincinnati Royals  | 45 | 35 | .563 | 10 |
| New York Knicks    | 30 | 50 | .375 | 25 |

### Divisão Oeste
| Time                   | V  | D  | %    | JA |
| ---------------------- | -- | -- | ---- | -- |
| Los Angeles Lakers     | 45 | 35 | .563 | -  |
| Baltimore Bullets      | 38 | 42 | .475 | 7  |
| St. Louis Hawks        | 36 | 44 | .450 | 9  |
| San Francisco Warriors | 35 | 45 | .438 | 10 |
| Detroit Pistons        | 22 | 58 | .275 | 23 |

C - Campeão da NBA

## Líderes das estatísticas
| Categoria        | Jogador          | Time               | Est.  |
| ---------------- | ---------------- | ------------------ | ----- |
| Pontos           | Wilt Chamberlain | Philadelphia 76ers | 2,649 |
| Rebotes          | Wilt Chamberlain | Philadelphia 76ers | 1,943 |
| Assistências     | Oscar Robertson  | Cincinnati Royals  | 847   |
| Arremessos (%)   | Wilt Chamberlain | Philadelphia 76ers | .540  |
| Tiros livres (%) | Larry Siegfried  | Boston Celtics     | .881  |

## Prêmios
- Jogador Mais Valioso: Wilt Chamberlain, Philadelphia 76ers
- Revelação do Ano: Rick Barry, San Francisco Warriors
- Técnico do Ano: Dolph Schayes, Philadelphia 76ers

- All-NBA Primeiro Time:
  - Rick Barry, San Francisco Warriors
  - Jerry Lucas, Cincinnati Royals
  - Wilt Chamberlain, Philadelphia 76ers
  - Oscar Robertson, Cincinnati Royals
  - Jerry West, Los Angeles Lakers

- All-NBA Segundo Time:
  - Hal Greer, Philadelphia 76ers
  - Sam Jones, Boston Celtics
  - Bill Russell, Boston Celtics
  - Gus Johnson, Baltimore Bullets
  - John Havlicek, Boston Celtics

- All-NBA Time Revelação:
  - Tom Van Arsdale, Detroit Pistons
  - Rick Barry, San Francisco Warriors
  - Dick Van Arsdale, New York Knicks
  - Billy Cunningham, Philadelphia 76ers
  - Fred Hetzel, San Francisco Warriors